# Deduktivisme
Deduktivisme er en filosofisk retning, som siger at noget kan erkendes, som viden, hvis det kan udledes af nogle aksiomer.
Aksiomerne skal helst være så simple og selvindlysende som muligt. Filosofen, Descartes, fandt på aksiomet: "Cogito ergo sum" (jeg tænker derfor er jeg).

## Eksempel
Antag følgende:
1. Alle studenter er dovne.
2. Når man er doven, sover man meget.
3. Når man sover drømmer man.

Her kan vi udlede nye postante:
- 1. aksiom siger at alle studenter er dovne.
- 2. aksiom siger at man sover meget som doven, ergo må studenter sove meget.
- 3. aksiom siger at man drømmer når man sover, ergo må studenter drømme meget.

Nu er følgende påstand udledt: "Studenter drømmer meget.". Denne påstand erkender deduktivismen, som viden (hvis aksiomerne er erkendt, som viden).
| filosofi | Spire Denne filosofiartikel er en spire som bør udbygges. Du er velkommen til at hjælpe Wikipedia ved at udvide den. |